# Paralarinia bartelsi
Paralarinia bartelsi är en spindelart som först beskrevs av Roger de Lessert 1933.  Paralarinia bartelsi ingår i släktet Paralarinia och familjen hjulspindlar. Inga underarter finns listade i Catalogue of Life.